# 楊炅
楊炅（？－495年），仇池氐人，在483年被南齊授為沙州刺史，封陰平王。
楊炅在父親楊廣香去世後繼立。495年楊炅去世，由兒子楊崇祖繼承。
| 前任： 楊廣香 | 仇池首領 483年－495年 | 繼任： 楊崇祖 |